# Jungfrau
De Jungfrau is een 4158 m hoge berg in Zwitserland. De Jungfrau ligt in de Berner Alpen, in de kantons Bern en Wallis. De Jungfrau is de hoogste van drie bergen, die meestal in één adem worden genoemd: de Eiger (3970 m), Mönch (4107 m) en Jungfrau. Tussen de Jungfrau en de Mönch ligt het Jungfraujoch (3454 m), dat door iedereen met een tandradbaan is te bereiken. 
De wintersportplaatsen Grindelwald en Wengen liggen aan de voet van de berg.
Onder het Jungfraujoch begint het Jungfraufirn, dat het begin is van de Aletschgletsjer.

## Geschiedenis
Op 3 augustus 1811 bereikten de broers Johann Rudolf en Hieronymus Meyer samen met Joseph Bortis en Alois Volken de top. Het was de eerste keer dat een Zwitserse vierduizender werd beklommen. Ze bereikten de berg over het Jungfraufirn en het Rottalsattel.
Vanaf 1 augustus 1912 is het Jungfraujoch met de trein bereikbaar. De Jungfraubahn, een tandradbaan, vervoert reizigers vanaf de  Kleine Scheidegg (2061 m) door een 7 km lange tunnel door de Eiger en de Mönch naar station Jungfraujoch, het hoogste treinstation van Europa. Onderweg stopt de trein onder andere op station Eigerwand, met een "venster" in de levensgevaarlijke Eiger-noordwand. De oorspronkelijke plannen de baan door te trekken tot net onder de top van de Jungfrau zijn nooit gerealiseerd.
Op 13 december 2001 werd de Jungfrau samen met de zuidelijke aangrenzende gebieden als Jungfrau-Aletsch aan het werelderfgoed van de UNESCO toegevoegd.

## Wetenswaardigheden
- Jaarlijks vindt hier de Jungfrau marathon plaats, een van de meest uitdagende marathons ter wereld.

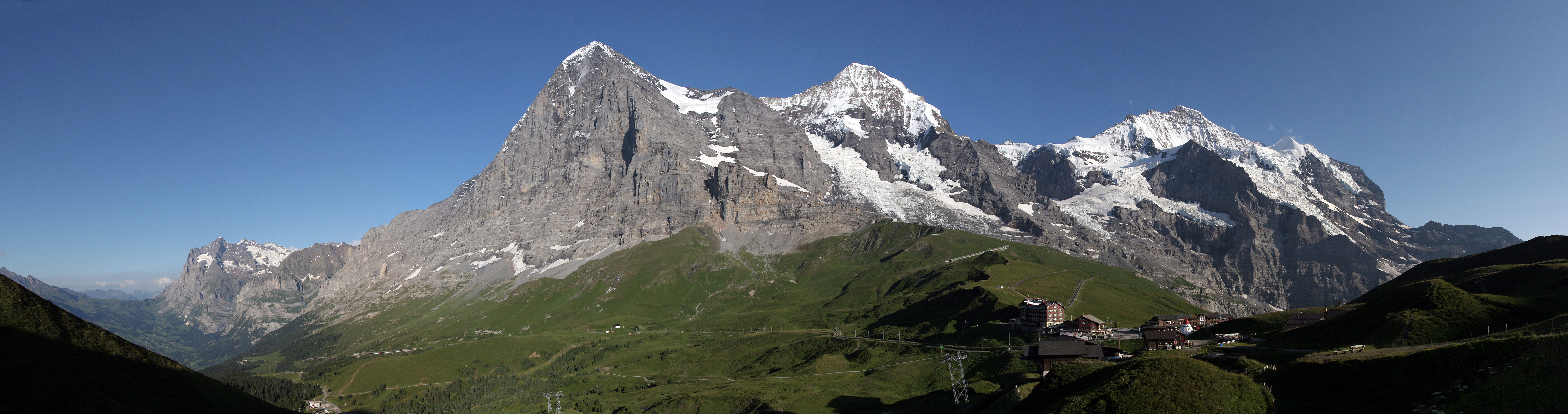
van links naar rechts: Eiger, Mönch en Jungfrau